# 25e division de réserve (Empire allemand)
Pour les articles homonymes, voir 25e division.
La 25e division de réserve est une unité de l'armée impériale allemande qui participe lors de la Première Guerre mondiale aux principales batailles du front de l'Ouest.

## Première Guerre mondiale

### Composition

#### Composition à la mobilisation - 1915
- 49e brigade d'infanterie de réserve

116e régiment d'infanterie de réserve du grand-duché de Hesse
118e régiment d'infanterie de réserve du grand-duché de Hesse
- 50e brigade d'infanterie de réserve

168e régiment d'infanterie
83e régiment d'infanterie de réserve
- 25e régiment d'artillerie de campagne de réserve (6 batteries)
- 3 escadrons du 4e régiment de dragons de réserve
- 1re et 2e compagnies de réserve du 11e bataillon de pionniers

#### 1916
- 50e brigade d'infanterie de réserve

83e régiment d'infanterie de réserve
118e régiment d'infanterie de réserve du Grand-duché de Hesse
168e régiment d'infanterie (5e régiment d'infanterie du Grand-duché de Hesse)
- 25e régiment d'artillerie de campagne de réserve (9 batteries)
- 2 escadrons du 4e régiment de dragons de réserve
- 1re et 2e compagnies de réserve du 11e bataillon de pionniers

#### 1917
- 50e brigade d'infanterie de réserve

83e régiment d'infanterie de réserve
118e régiment d'infanterie de réserve du Grand-duché de Hesse
168e régiment d'infanterie (5e régiment d'infanterie du Grand-duché de Hesse)
- 127e commandement divisionnaire d'artillerie

25e régiment d'artillerie de campagne de réserve (9 batteries)
- 2 escadrons du 4e régiment de dragons de réserve
- 325e bataillon de pionniers

#### 1918
- 50e brigade d'infanterie de réserve

83e régiment d'infanterie de réserve
118e régiment d'infanterie de réserve du Grand-duché de Hesse
168e régiment d'infanterie (5e régiment d'infanterie du Grand-duché de Hesse)
- 127e commandement divisionnaire d'artillerie

25e régiment d'artillerie de campagne de réserve (6 batteries de canons et 6 batteries d'obusiers)
- 2 escadrons du 4e régiment de dragons de réserve
- 325e bataillon de pionniers

### Historique
Au déclenchement du conflit, la 25e division de réserve forme avec la 21e division de réserve le XVIIIe corps de réserve (général Kuno Arndt von Steuben) rattaché à la IVe armée allemande (Albert de Wurtemberg).

#### 1914
- 22 - 23 août : bataille de Neufchâteau (Belgique)
- 24 - 29 août : bataille sur la Meuse
- 30 août - 5 septembre : poursuite de la Meuse à la Marne
- 6 - 12 septembre : bataille de la Marne
- 15 - 16 septembre : attaque de Servon
- 15 septembre - 6 octobre : guerre de position en Champagne et dans l'ouest de l'Argonne
- 13 octobre - 27 novembre : guerre de position en Flandre et Artois
  - 15 - 28 octobre : bataille près de Lille
  - 30 octobre - 24 novembre : bataille d'Ypres
- 27 - 30 novembre : transport par VF sur le front de l'Est
- 1er - 17 décembre : bataille de Łowicz et Sanniki
- À partir du 18 décembre : combats à Dachowo, début de la bataille de Bolimov

#### 1915
- Jusqu'au 15 mars : combats à Dachowo, suite de la bataille de Bolimov
- 18 - 31 mars : réserve de l'État-major général
- 2 - 13 avril : bataille dans la vallée de la Laborcza
- 14 avril - 4 mai : combats de position dans la vallée de la Laborcza
- 5 - 14 mai : combats de poursuite en Galicie centrale
- 15 mai - 13 juin : siège de Przemyśl
- 17 - 22 juin : prise de Lemberg
- 22 juin - 16 juillet : combats de poursuite à la limite de la Galicie austro-hongroise et de la Pologne russe
- 13 - 18 juillet : combats à Grabowiec
- 19 - 30 juillet : combats à Wojsławice
- 1er - 3 août : combats à Chełm
- 7 - 12 août : combats le long de l'Uherka.
- 13 - 17 août : combats à Włodawa
- 18 - 24 août : siège de Brest-Litovsk
- 25 - 26 août : prise de Brest-Litovsk
- 27 - 28 août : poursuite vers Kobryn
- 29 - 30 août : combats à Kobryn
- 31 août - 1er septembre : combats à Horodec
- 4 - 6 septembre : combats à Drahitchyn et Chomsk
- 6 - 21 septembre : réserve de l'état-major général
- 21 septembre - 6 octobre : transport à la frontière nord de la Serbie
- 6 octobre - 22 novembre : campagne de Serbie
- 28 novembre - 4 décembre : guerre de position sur le front de Macédoine
- 4 - 15 décembre : transport par VF sur le front de l'Ouest
- À partir du 15 décembre : combats en Argonne

## Chefs de corps
| Grade           | Nom                   | Date                               |
| --------------- | --------------------- | ---------------------------------- |
| Generalleutnant | Alexander Torgany     | 2 août - 1er octobre 1914          |
| Generalmajor    | Wolf von Helldorff    | 2 octobre - 24 novembre 1914       |
| Generalleutnant | Thaddäus von Jarotzky | 25 novembre 1914 - 29 janvier 1916 |
| Generalleutnant | Paul Grünert          | 30 janvier - 11 avril 1916         |
| Generalleutnant | Alfred von Mohn       | 12 avril 1916 - 18 juin 1918       |
| Generalmajor    | Willy Matthiaß        | 19 juin - 24 octobre 1918          |